# 八里台镇
八里台镇，是中华人民共和国天津市津南区下辖的一个乡镇级行政单位。
2020年7月，全国爱卫会命名八里台镇为2017-2019周期国家卫生乡镇。

## 行政区划
八里台镇下辖以下地区：
新春社区、八里坊社区、碧桂园第一社区、金角社区、品湖苑社区、海天社区、澜海社区、碧桂园第二社区、双辉园社区、汇秀庭苑社区、公园里社区、尚湖苑社区、八里台村、巨葛庄村、大孙庄村、大韩庄村、团洼村、西小站村、小黄庄村、和顺地村、潘家洼村、双闸村、中义村、南义村、毛家沟村、刘家沟村、北中塘村、八里台工业园区社区和泰达（津南）微电子工业区社区。